# Bolesław Gorczyński
Bolesław Gorczyński (ur. 26 lutego 1880 w Bramkach, zm. 6 września 1944 w Warszawie) – dramatopisarz, publicysta, tłumacz, dyrektor teatrów.

## Życiorys
Młodszy brat profesora Władysława Gorczyskiego. Studiował prawo na rosyjskim Cesarskim Uniwersytecie Warszawskim i teatrologię w Monachium. Był twórcą eksperymentalnej „Wolnej Sceny” przy Teatrze Małym (1910), założycielem i dyrektorem Teatru Bogusławskiego (1921–1923), ponadto pełnił funkcję dyrektora lub kierownika literackiego kilku teatrów w Warszawie i Łodzi. Zginął w czasie powstania warszawskiego, symboliczne epitafium znajduje się na grobowcu rodzinnym na Cmentarzu Powązkowskim w Warszawie (kwatera 284a-1-8).

## Twórczość
Jego własna twórczość przypadała głównie na epokę Młodej Polski. Napisał osiemnaście sztuk, głównie komedii, w których poruszał tematy charakterystyczne dla epoki, jak kołtuneria drobnomieszczaństwa, zakłamanie moralne i kabotyństwo sfer artystycznych. W jego twórczości widoczne były wpływy dramaturgii skandynawskiej i niemieckiej autorów, takich jak August Strindberg, Frank Wedekind i Hermann Sudermann.
Wybrane sztuki:
- Parodie miłości (1900)
- Sublokator (1901)
- W noc lipcową (1901)
- Bagienko (1904)
- Policzek (1905)[2]
- Kawiarnia (1910)
- Rzeczywistość (1918)

Napisał powieści Socha, bez roli (1906), Hanus (1911), Na tropie trucizny (1912) i kilka opowiadań. Publikował felietony i recenzje w „Gazecie Warszawskiej”, „Kurierze Warszawskim”, „Krytyce”, „Świecie”. Tłumaczył m.in. sztuki O. Wilde’a, M. Maeterlincka, L. Pirandella, F. Molnara, M. Acharda.

## Ordery i odznaczenia
- Złoty Krzyż Zasługi (11 listopada 1936)[3]